# Železniční trať České Velenice – Veselí nad Lužnicí
Železniční trať České Velenice – Veselí nad Lužnicí (v jízdním řádu pro cestující označená číslem 226) je jednokolejná železniční trať. Byla postavena jako úsek Dráhy císaře Františka Josefa, provoz byl zahájen v roce 1871.
Trať je částí celostátní dráhy. Žádost provozovatele dráhy o změnu kategorizace dráhy na dráhu regionální ministerstvo dopravy dne 27. dubna 2012 zamítlo.

## Budoucnost
V letech 2025–2028 má proběhnout modernizace trati spojená s její elektrizací. Má zahrnovat rovněž přestavbu zastávek a  všech mezilehlých stanic na trati (Nová Ves nad Lužnicí, Suchdol nad Lužnicí, Majdalena, Třeboň, Lomnice nad Lužnicí), kde mají být zřízena nová vnější nebo poloostrovní nástupiště. Po modernizaci má dojít ke zvýšení traťové rychlosti na 120 km/h, trať bude vybavena systémem European Train Control System.

## Navazující tratě

### České Velenice
- Železniční trať České Budějovice – Gmünd

### Veselí nad Lužnicí
- Železniční trať Benešov u Prahy – České Budějovice
- Železniční trať Havlíčkův Brod – Veselí nad Lužnicí

## Stanice a zastávky

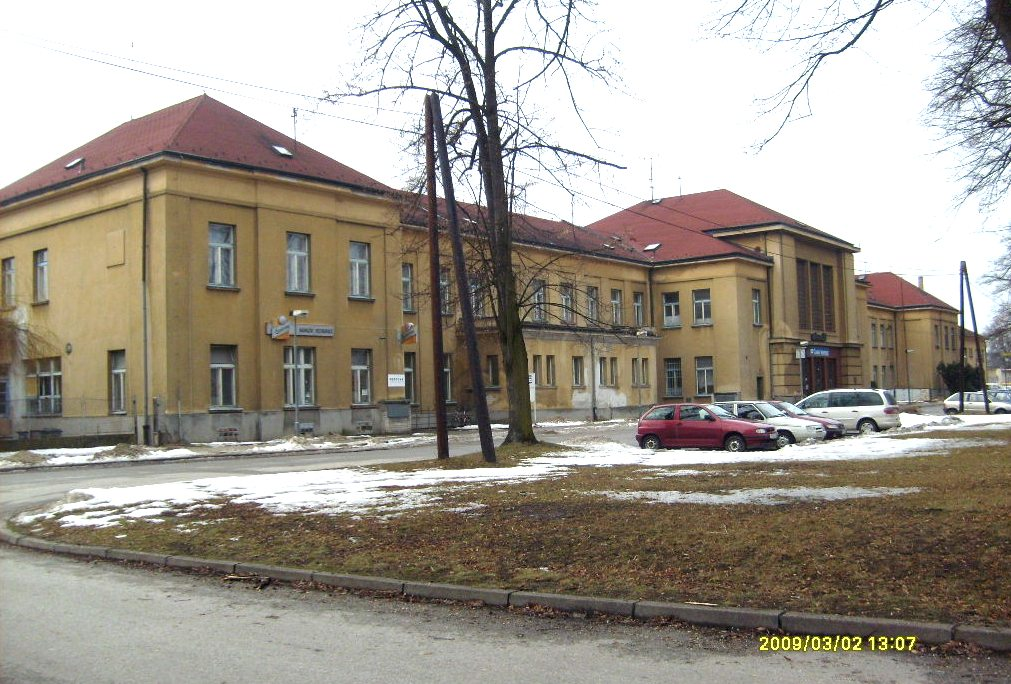
České Velenice
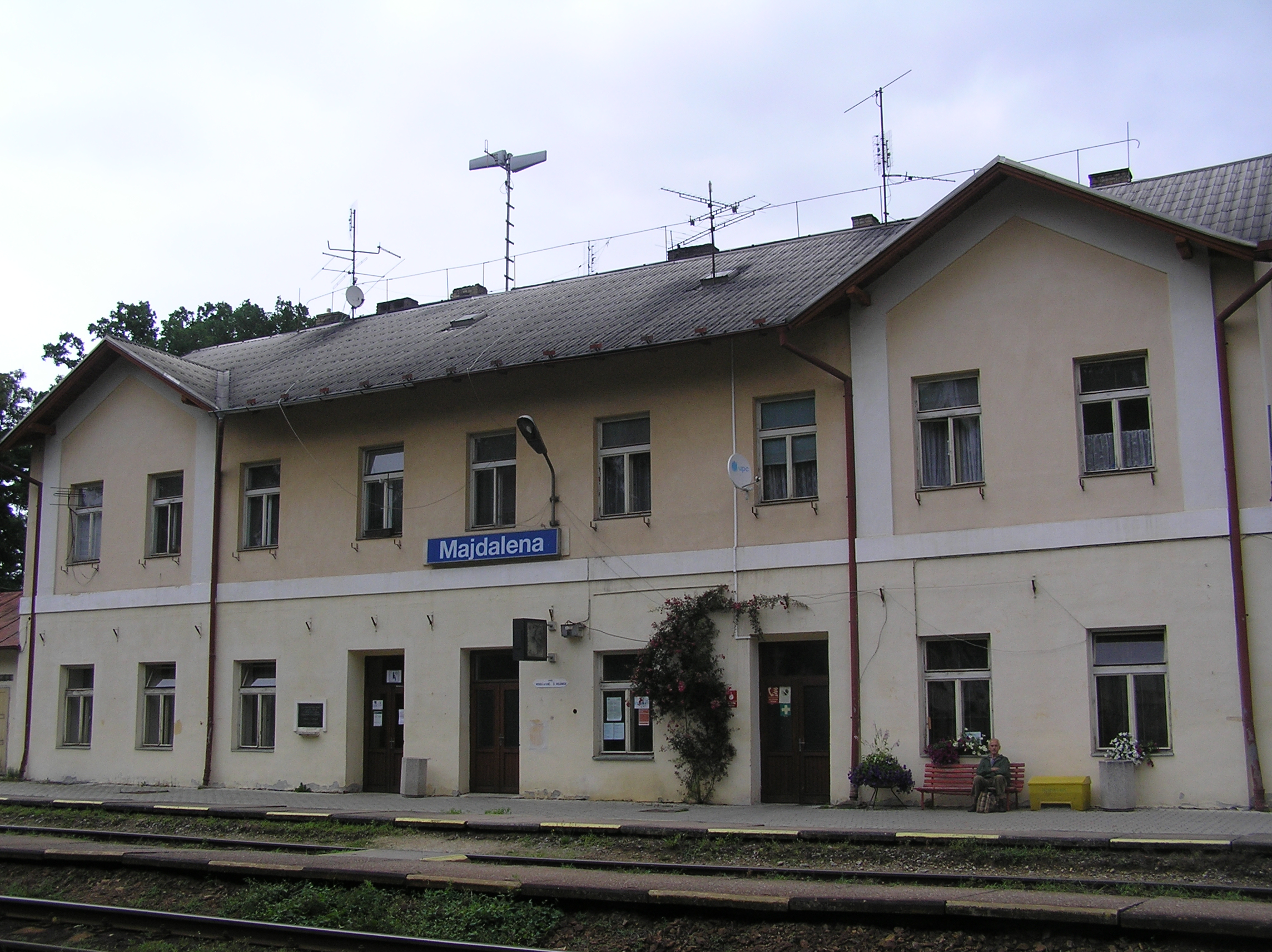
Majdalena
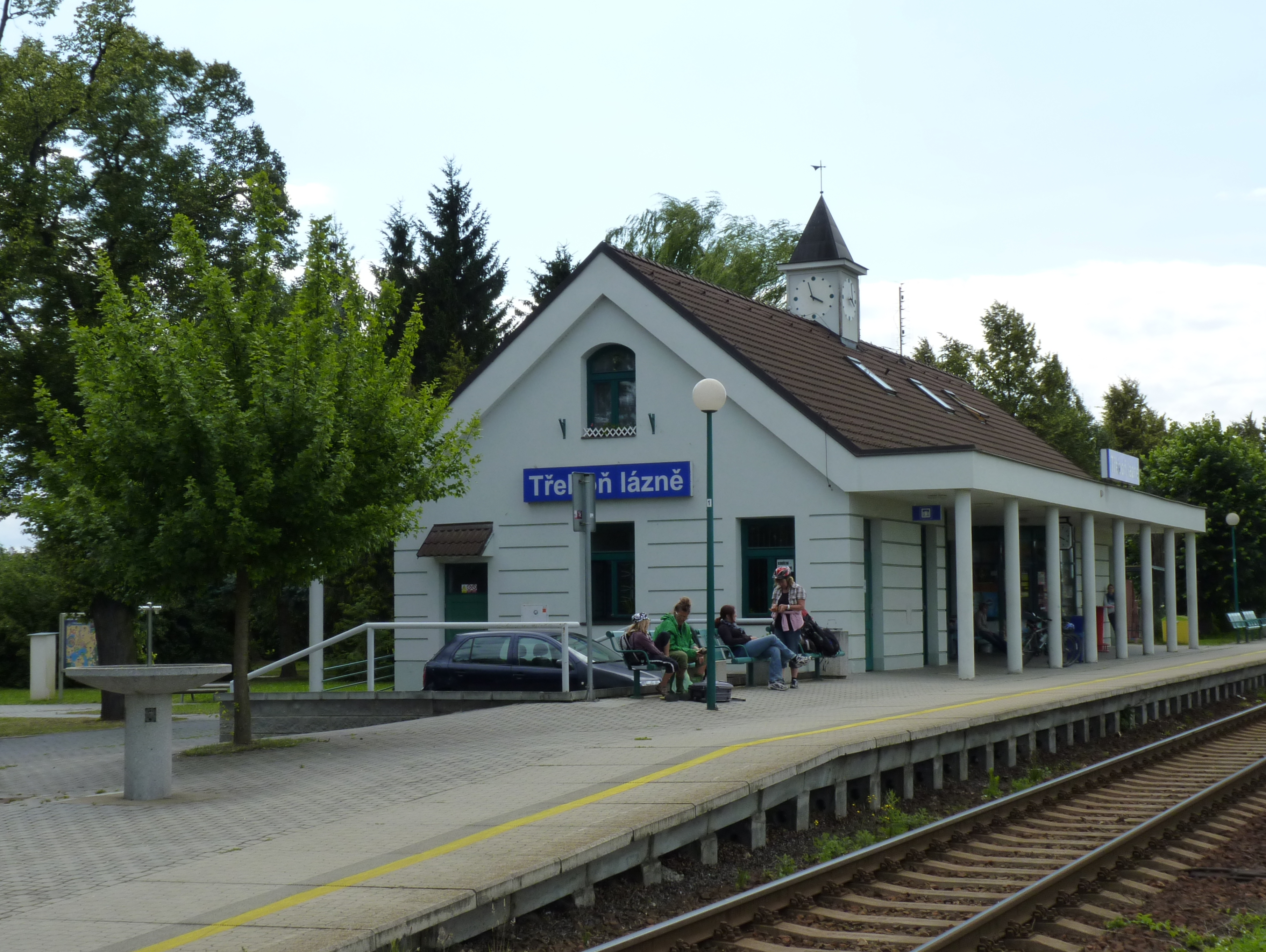
Třeboň lázně
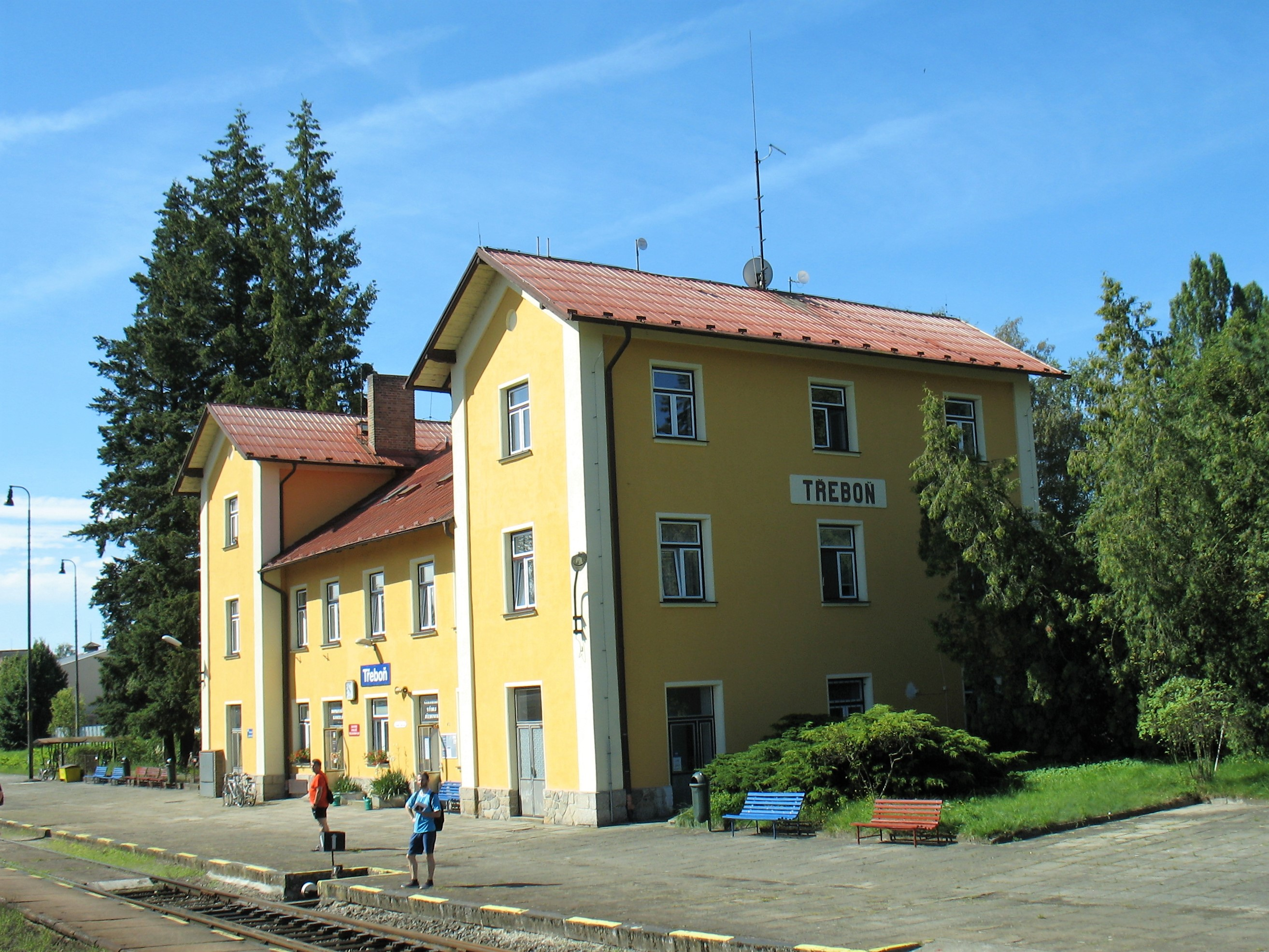
Třeboň
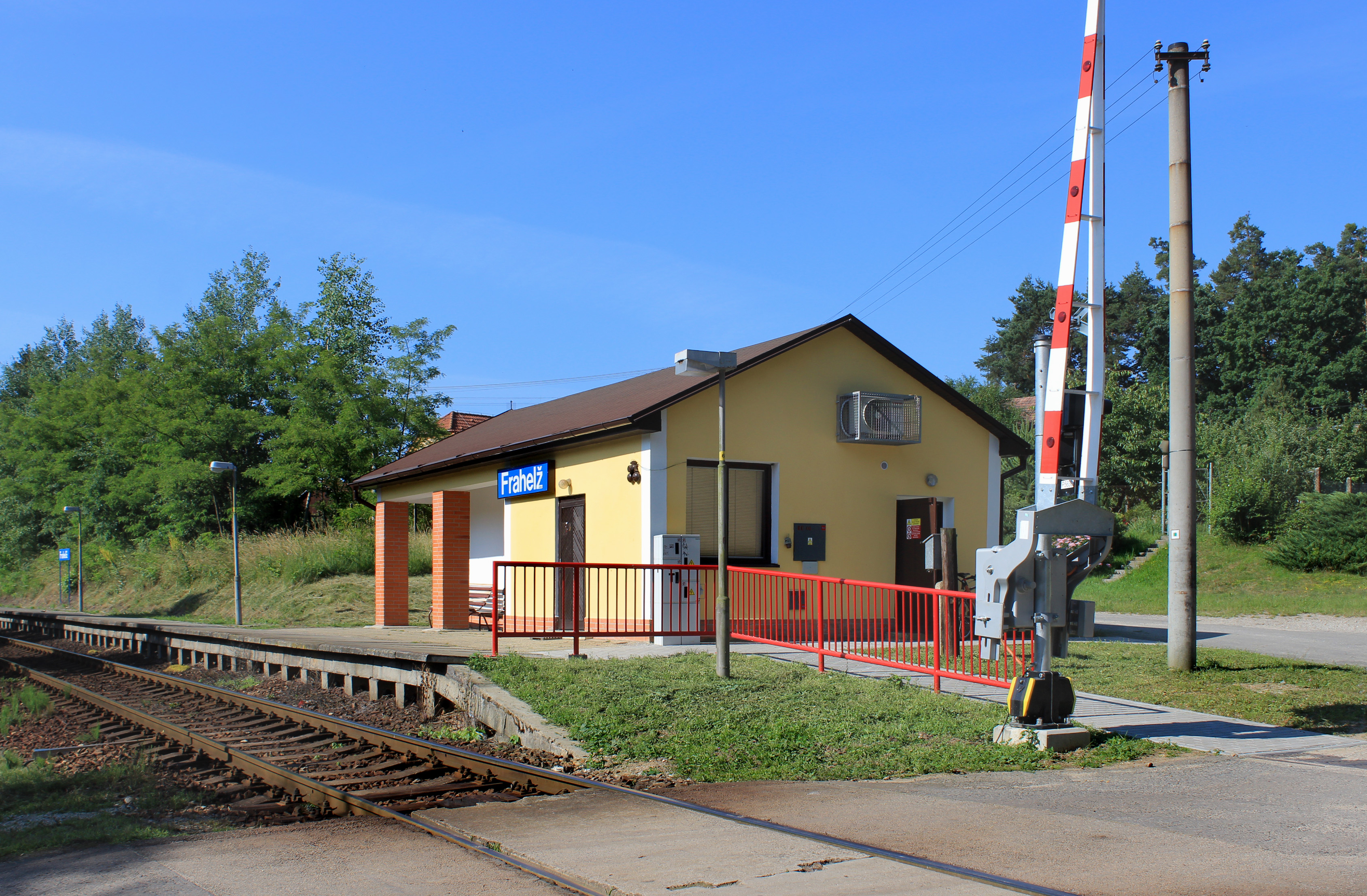
Frahelž
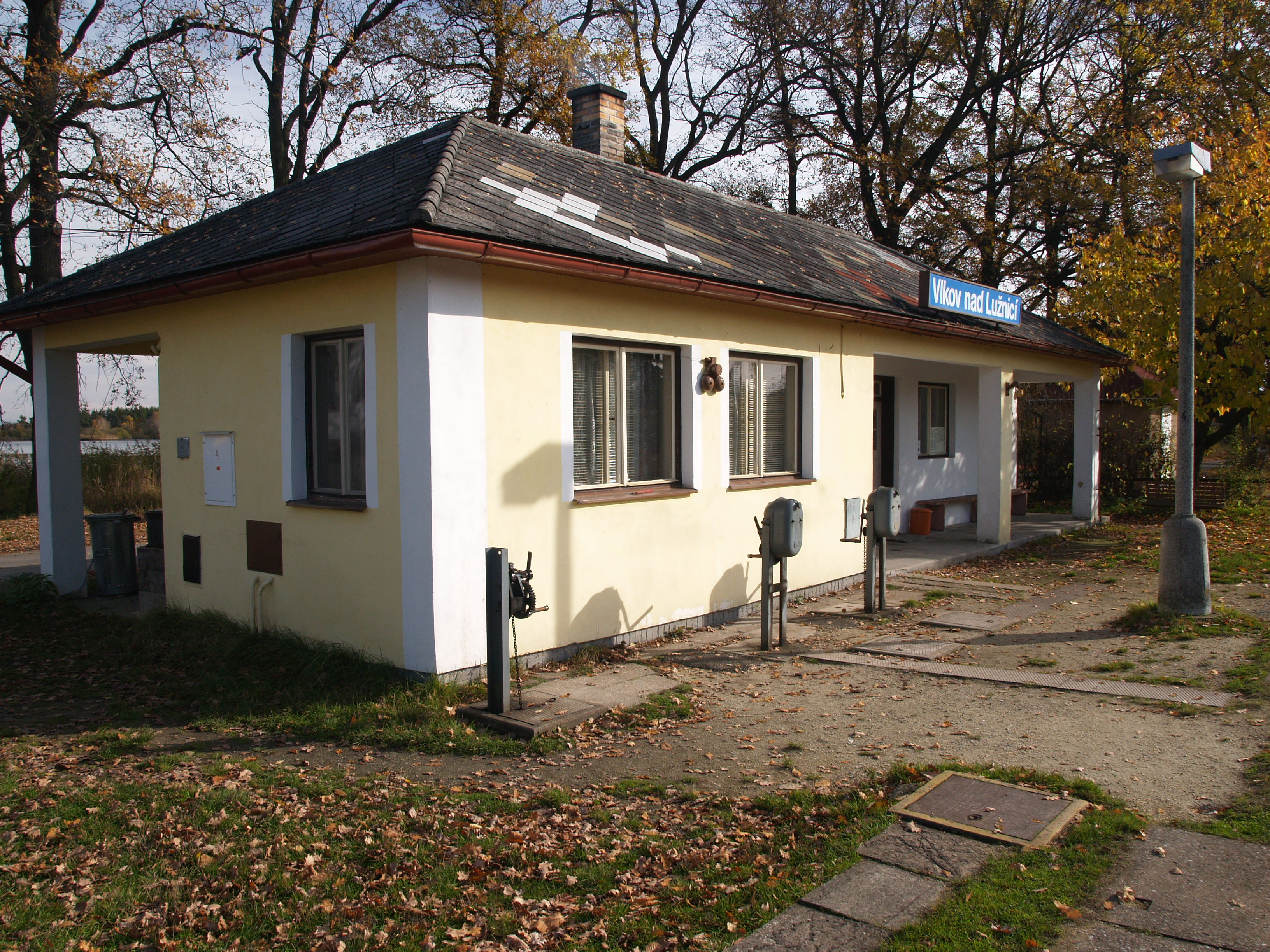
Vlkov nad Lužnicí
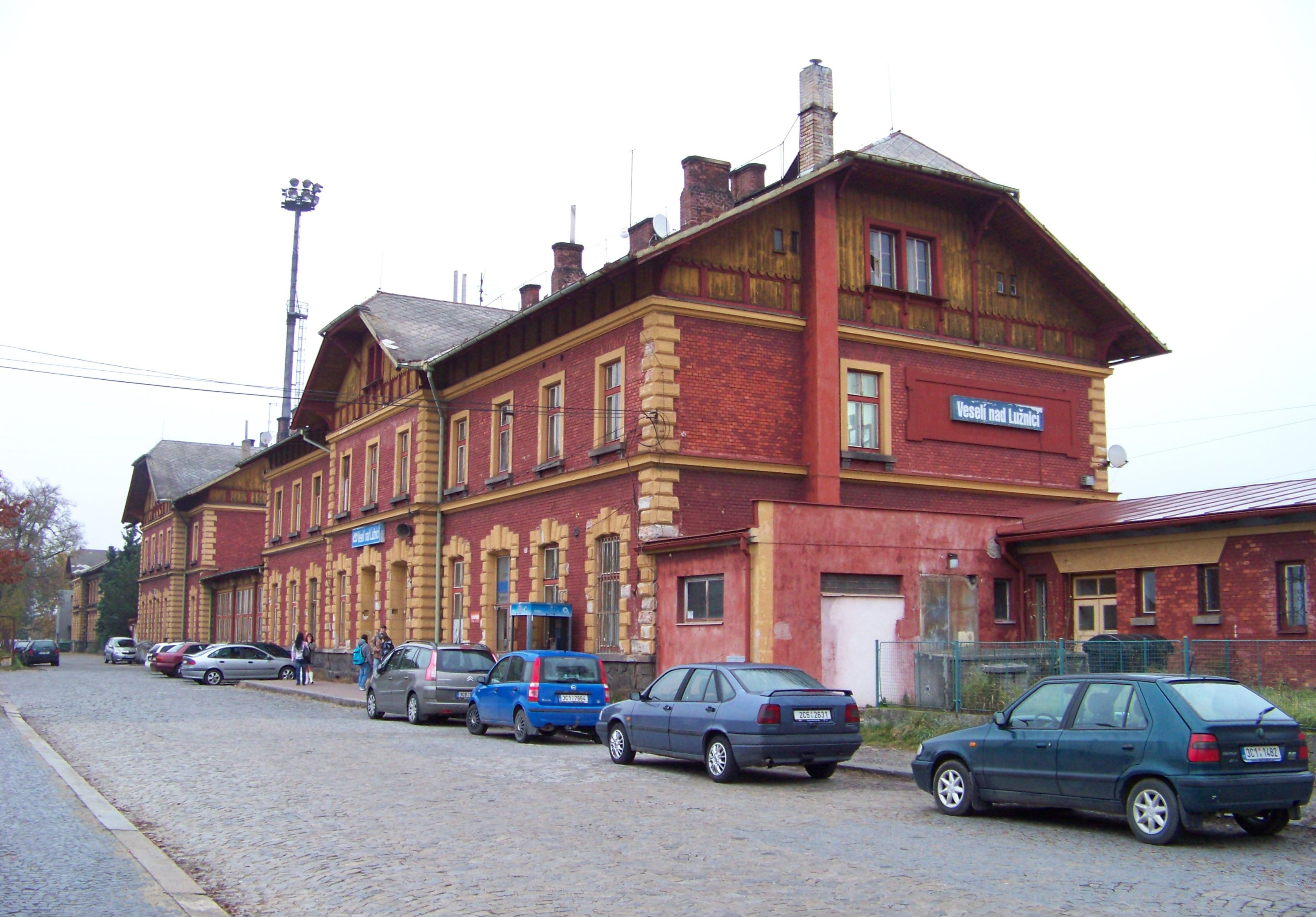
Veselí nad Lužnicí